# Stara Wieś (Łódź)
Stara Wieś [pronunciación en polaco: /ˈstara ˈvʲɛɕ/] es un pueblo ubicado en el distrito administrativo de Gmina Białun Rawska, dentro del Distrito de Rawa, Voivodato de Łódź, en Polonia central. Se encuentra aproximadamente a 3 kilómetros al sureste de Białun Rawska, a 19 kilómetros al este de Rawa Mazowiecka, y a 72 kilómetros al este de la capital regional Łódź.